# Saison 4 de Good Girls
 (septembre 2021).
Si vous disposez d'ouvrages ou d'articles de référence ou si vous connaissez des sites web de qualité traitant du thème abordé ici, merci de compléter l'article en donnant les références utiles à sa vérifiabilité et en les liant à la section « Notes et références ».
Chronologie
Saison 3
Cet article présente le guide des épisodes de la quatrième et dernière saison de la série télévisée américaine Good Girls.

## Généralités
- Aux États-Unis, la saison a été diffusée du 7 mars 2021 au 22 juillet 2021 sur le réseau NBC.
- Dans le reste du monde, incluant le Canada et les pays francophones, elle est disponible depuis le 31 août 2021 sur le service Netflix.

## Distribution

### Acteurs principaux
- Christina Hendricks  : Beth Boland
- Retta  : Ruby Hill
- Mae Whitman  : Annie Marks
- Matthew Lillard  : Dean Boland
- Reno Wilson (en)  : Stan Hill
- Manny Montana  : Rio
- Lydia Jewett  : Sara Hill
- Isaiah Stannard  : Ben Marks

### Acteurs récurrents
- Sally Pressman  : Nancy
- Danny Boyd : Harry Hill
- Mason Shea Joyce : Danny Boland
- Everleigh McDonell : Jane Boland
- Scarlett Abinante : Emma Boland
- Noureen DeWulf  : Diane/Krystal
- Carlos Aviles  : Mick
- Lauren Lapkus : Phoebe Donnegan
- Andrew McCarthy : Mr. Fitzpatrick
- Jonathan Silverman : Dave
- Shane Coffey : Kevin
- Niko Nicotera : Gene
- Breckin Meyer : Vance
- Ignacio Serricchio : Nick
- Jordan Belfi : Z

### Invités
- Caleb Emery : Baby Tyler
- Rob Heaps  : Josh Cohen
- Rodney To : Henry

## Épisodes
Les seize épisodes de cette quatrième saison sont :

### Épisode 1:Une journée à Bangkok
- États-Unis : 7 mars 2021 sur NBC
- Reste du  : 31 août 2021 sur Netflix

- États-Unis : 1,68 million de téléspectateurs (première diffusion)

### Épisode 2:Big Kahuna
- États-Unis : 14 mars 2021 sur NBC
- Reste du  : 31 août 2020 sur Netflix

- États-Unis : 1,51 million de téléspectateurs (première diffusion)

### Épisode 3:Le Bouc émissaire
- États-Unis : 21 mars 2021 sur NBC
- Reste du  : 31 août 2021 sur Netflix

- États-Unis : 1,53 million de téléspectateurs (première diffusion)

### Épisode 4:Tel est tué qui croyait tuer
- États-Unis : 28 mars 2021 sur NBC
- Reste du  : 31 août 2021 sur Netflix

- États-Unis : 1,30 million de téléspectateurs (première diffusion)

### Épisode 5:La Banquière
- États-Unis : 11 avril 2021 sur NBC
- Reste du  : 31 août 2021 sur Netflix

- États-Unis : 1,53 million de téléspectateurs (première diffusion)

### Épisode 6:Grand-Mère adore Grisham
- États-Unis : 18 avril 2021 sur NBC
- Reste du  : 31 août 2021 sur Netflix

- États-Unis : 1,51 million de téléspectateurs (première diffusion)

### Épisode 7:Carolyn avec un Y
- États-Unis : 2 mai 2021 sur NBC
- Reste du  : 31 août 2021 sur Netflix

- États-Unis : 1,39 million de téléspectateurs (première diffusion)

### Épisode 8:Un simple choix
- États-Unis : 9 mai 2021 sur NBC
- Reste du  : 31 août 2021 sur Netflix

- États-Unis : 1,42 million de téléspectateurs (première diffusion)

### Épisode 9:Sauce bolognaise
- États-Unis : 16 mai 2021 sur NBC
- Reste du  : 31 août 2021 sur Netflix

- États-Unis : 1,43 million de téléspectateurs (première diffusion)

### Épisode 10:Des cœurs solides, des ventes solides
- États-Unis : 24 juin 2021 sur NBC
- Reste du  : 31 août 2021 sur Netflix

- États-Unis : 1,57 million de téléspectateurs (première diffusion)

### Épisode 11:Misez tout sur le deux
- États-Unis : 24 juin 2021 sur NBC
- Reste du  : 31 août 2021 sur Netflix

- États-Unis : 1,39 million de téléspectateurs (première diffusion)

### Épisode 12:La famille d'abord
- États-Unis : 1er juillet 2021 sur NBC
- Reste du  : 31 août 2021 sur Netflix

- États-Unis : 1,43 million de téléspectateurs (première diffusion)

### Épisode 13:Les filles aux commandes
- États-Unis : 8 juillet 2021 sur NBC
- Reste du  : 31 août 2021 sur Netflix

- États-Unis : 1,61 million de téléspectateurs (première diffusion)

### Épisode 14:Merci pour votre soutien
- États-Unis : 15 juillet 2021 sur NBC
- Reste du  : 31 août 2021 sur Netflix

- États-Unis : 1,69 million de téléspectateurs (première diffusion)

### Épisode 15:On est quitte
- États-Unis : 22 juillet 2021 sur NBC
- Reste du  : 31 août 2021 sur Netflix

- États-Unis : 1,53 million de téléspectateurs (première diffusion)

### Épisode 16:Nevada
- États-Unis : 22 juillet 2021 sur NBC
- Reste du  : 31 août 2021 sur Netflix

- États-Unis : 1,68 million de téléspectateurs (première diffusion)